# Highgrove Florilegium
Highgrove Florilegium (OCLC 463290110) és un llibre de dos volums d'il·lustracions botàniques de les plantes del jardí de la Casa Highgrove (Gloucestershire), propietat de Carles de Gal·les. Els volums, publicats el 2008 i el 2009, contenen aquarel·les pintades per artistes botànics d'arreu del món.
Consistí en una edició limitada de 175 còpies, cadascuna signada pel Príncep. Tots els beneficis van destinats a la Fundació de Caritats del Príncep (en anglès, The Prince's Charities Foundation). El text és obra de Christopher Humphries i Frederick J. Rumsey i el prefaci és a càrrec del príncep de Gal·les. Editat per Addison Publications, cada obra està acompanyada d'una funda de feltre verda feta a mà amb llaços granats.

## Producció

### Disseny
El llibre conté esbossos originals de motius del jardí de la Casa Highgrove que decoren el text i l' darreres pàgines. Els motius decoratius inclouen plantes del jardí, la casa d'arbre, el colomar i ànecs (Anas platyrhynchos).

### Impressió
La impressió tant del text com de les pàgines amb imatges utilitza litografia estocàstica amb l'objectiu de crear impressions de qualitat excepcionals amb les aquarel·les originals. La litografia estocàstica és un avenç en la tecnologia d'impressió que permet donar una millor qualitat d'impressió, imatges de color més dinàmiques, acurades i netes i reduir residus. Mentre que la litografia convencional utilitza punts de mig to de diverses mides i posiciona aquests punts a la mateixa distància l'un des de l'altre; la litografia estocàstica utilitza micropunts d'una mida comuna de diversos espaiats segons el valor tonal. El tramat estocàstic utilitza punts d'impressió més petits per crear un detall d'imatge més alt. Les gammes tonals i contrastos de color també es milloren perquè la variació en la distribució de punts augmenta la densitat de tinta. Les imatges van ser impreses a 245 gsm en paper de cotó americà pel color de les làmines i el text a 175 gsm en paper Somerset Bookwove. Les lletres tipogràfiques utilitzades són Fairbank i Bembo.

### Enquadernació
Els llibres estan semienquadernats en pell de cabra vermella amb tapes de paper jaspi. Les pàgines són compaginades i cosides a mà. El procés consisteix en un cop les pàgines de text i les làmines han estat plegades suaument, es perforen amb l'agulla de cosir. Llavors les pàgines es cusen i es cordaven amb les juntes de la coberta. Finalment, els llibres compaginats i cosits són acabats a mà amb motius de cuir amb relleu i pa d'or al llom.

### Paper jaspi
Cada full és de paper jaspi fet a mà de manera separada utilitzant la tècnica tradicional d'escampar els colors d'un fluid viscós preparat a partir de molsa d'Irlanda i manipulant un patró de pintura que utilitza una agulla. El paper és baixat acuradament sobre el patró flotant i llavors, alçat, esbandit i posat a assecar. S'ha de controlar cada patró a cada paper per comprovar que són iguals.

## Artistes
Cada làmina és signada pel seu corresponent artista. Vegeu la llista d'il·lustradors d'arreu del món:
- Beverly Allen (n. Sydney, Austràlia)
- Helen Allen FLS (n. Londres, Anglaterra)
- Fay Ballard (n. Twickenham, Anglaterra)
- Caroline Barber (n. Bristol, Anglaterra)
- Isobel Bartholomew (n. Birmingham, Anglaterra)
- Stephanie Berni (n. Bristol, Anglaterra)
- Evelyn Binns (n. Orpington, Anglaterra)
- Valerie Bolas (n. Dover, Anglaterra)
- Marie-Christine Bouvier (n. Ginebra, Suïssa)
- Dr Valerie Bradburn (n. Sidcup, Anglaterra)
- Jenny Brasier (n. Alvechurch, Anglaterra)
- Dr Andrew Brown (n. Carshalton, Anglaterra)
- Jane Bruce (n. Londres, Anglaterra)
- Elizabeth Cadman (n. Chelmsford, Anglaterra)
- Diana Carmichael (n. Bae Penrhyn, Gal·les)
- Gillian Condy (n. Kenya)
- Jill Coombs (n. Horsham, Anglaterra)
- Joanna Craig-McFeely (n. Beckenham, Anglaterra)
- Celia Crampton (n. Niassalàndia, actualment Malawi)
- Sally Crosthwaite (n. Woking, Anglaterra)
- Brigitte E.M. Daniel n. Beaconsfield, Anglaterra)
- Rachael Dawson (n. Dronfield, Anglaterra)
- Angélique de Folin (n. París, França)
- Elisabeth Dowle (n. Londres, Anglaterra)
- Kate Nessler (n. St. Louis, Michigan)
- Anne O’Connor (n. Sydney, Austràlia)
- Susan Ogilvy (n. Kent, Anglaterra)
- John Pastoriza-Piñol (n. Melbourne, Austràlia)
- Annie Patterson (n. RAF Halton, Anglaterra)
- Juliet Percy (n. Bromley, Anglaterra)
- Jenny Phillips (n. Victòria, Austràlia)
- Josephine Elwes (n. Londres, Anglaterra)
- Kate Evans (n. Liverpool, Anglaterra)
- The Hon. Gillian Foster (n. Dumfries, Escòcia)
- Yvonne Glenister Hammond (n. Londres, Anglaterra)
- Sarah Gould (n. Leicester, Anglaterra)
- Lucinda Mary Grant (n. Londres, Anglaterra)
- Josephine Hague (n. Liverpool, Anglaterra)
- Ann Judith Harris-Deppe (n. Accra, Ghana)
- Noriko Hasegawa (n. Tòquio, Japó)
- Mayumi Hashi (n. Nara, Japó)
- Mieko Ishikawa (n. Tòquio, Japó)
- Junko Iwata (n. Nagoya, Japó)
- Jenny Jowett (n. Bromley, Anglaterra)
- Yumi Kamataki (n. Chiba, Japó)
- Christabel King (n. Londres, Anglaterra)
- Margaret King MBE, JP (n. Zimbabwe)
- Kumiko Kosuda (n. prefectura de Miyagi, Japó)
- Flappy Lane Fox (n. Farnborough, Anglaterra)
- Chrissie Lightfoot (n. Londres, Anglaterra)
- Fiona McKinnon (n. Darlinghurst, Austràlia)
- Katherine Manisco (n. Londres, Anglaterra)
- Jill Mayhew (n. Essex, Anglaterra)
- Kay Rees-Davies (n. Brighton, Anglaterra)
- Janet Rieck (n. Chicago, Illinois)
- Lizzie Sanders (n. Londres, Anglaterra)
- Elaine Searle (n. Birmingham, Anglaterra)
- Sheila Siegerman (n. Kamloops, Canadà)
- Sally Strawson (n. Yorkshire, Anglaterra)
- Susanna Stuart-Smith (n. Birmingham, Anglaterra)
- Jessica Tcherepnine (n. Londres, Anglaterra)
- Vicki Thomas (n. Sud-àfrica)
- Noriko Tobita (n. prefectura de Kanagawa, Japó)
- Erico Tosaki (n. Kawasaki, Japó)
- Sally Townshend (n. East London, Sud-àfrica)
- Sally Vincent (n. Leicestershire, Anglaterra)
- Anita Walsmit Sachs-Jansen (n. Den Haag, Països Baixos)
- Amanda Ward (n. Londres, Anglaterra)
- Hazel West-Sherring (n. Kingston upon Hull, Anglaterra)
- Jennifer Wilkinson (n. Launceston, Austràlia)
- Susan Worthington (n. Stratford, New Zealand)
- Jane Wright (n. Dorchester, Anglaterra)

## Adquisicions
El llibre ha estat comprat per una sèrie d'institucions, entre les quals, biblioteques (p. ex. la Biblioteca Nacional d'Austràlia, la Biblioteca Nacional d'Escòcia o la biblioteca de la Reial Societat d'Horticultura), jardins botànics (p. ex. el Jardí Filoli, el Reial Jardí Botànic d'Edimburg, els Reial Jardí Botànic de Kew; el Reial Jardí Botànic de Melbourne o el Reial Jardí Botànic de Sydney), museus (p. ex. el Museu Memorial de Guerra d'Auckland, el Museu de Canterbury, el Museu J. Paul Getty o el Museu Teyler) i universitats (p. ex. la Universitat de Johannesburg, la Universitat de Minnesota o la Universitat de Sud-àfrica). Algunes d'aquestes institucions han posar els llibres a disposició del públic.